# Dear (松田聖子のアルバム)
『Dear』（ディア）は、松田聖子のベスト・アルバム。1997年11月21日発売。発売元はSony Records。

## 解説
Sony Recordsからマーキュリー・ミュージックエンタテインメント（現・ユニバーサルミュージック）に移籍後、Sony Recordsから発売された。ディスコグラフィにも掲載されている公式アイテム。
1990年代の楽曲を中心に収録しており、「抱いて…」を除く全曲がセルフプロデュースによる作品。
CDジャケットは、アルバム『It's Style'95』（1995年5月21日）のジャケット写真別カットを細工したものを使用している。
初回生産盤のみ、透明三方背スリーブケース入り。
2006年7月19日に発売された、74枚組CD BOX『Seiko Matsuda』に、デジタル・リマスタリング仕様、かつLPサイズジャケットにリニューアルされて同梱された。リマスター盤の個別販売はない。

## 収録曲
全作曲:Seiko Matsuda・Ryo Ogura
特記以外作詞:Seiko Matsuda　編曲:Yuji Toriyama
1. あなたに逢いたくて〜Missing You〜　（5:32）
2. もう一度、初めから　（4:53）
  - 編曲: Ryo Ogura
3. さよならの瞬間　（4:41）
4. 素敵にOnce Again　（4:49）
  - 作詞: Meg.C
5. When I Met You 〜 恋の予感　（4:24）
  - 編曲: Ryo Ogura
  - クリスマス・アルバム『A Time for Love』（1993年11月21日）収録
6. 輝いた季節へ旅立とう　（4:51）
  - 作詞: Meg.C
7. 未来へのDistance　（4:46）
  - 編曲: Akira Nishihira
  - アルバム『Glorious Revolution』（1994年6月12日）収録
8. 大切なあなた　（4:21）
9. わたしにできるすべてのこと　（5:18）
  - 編曲: Ryo Ogura
  - アルバム『Glorious Revolution』収録
10. 抱いて… （New Version）　（4:37）
  - 作詞: 松本隆、作曲: David Foster
  - アルバム『Sweet Memories'93』（1992.12.2）収録。
11. 私だけの天使〜Angel〜　（5:46）
12. あなたを、愛したこと　（4:35）
  - 作詞: Meg.C
  - アルバム『It's Style'95』（1995年5月21日）収録